# Ciclo de George Miles
El Ciclo de George Miles es una serie de cinco novelas publicadas por el escritor estadounidense Dennis Cooper entre 1989 y 2000. La serie está inspirada en la figura de George Miles, un amigo de la adolescencia de Cooper que más tarde fue su novio y quien causó un impacto profundo en el autor. La serie se caracteriza por la erotización de la muerte y la violencia sexual como temática ubicua. Otros motivos y temas comunes explorados en las novelas son la imposibilidad de realizar ciertas fantasías, el consumo de drogas, las bandas de rock, el asesinato, el abuso de menores y el arte.
Además de la recurrencia de motivos, George Miles aparece como personaje en cada una de las novelas, aunque a veces es presentado bajo otras identidades. En Contacto (1989) aparece bajo su propio nombre. En Cacheo (1991) es llamado Kevin, mientras que en Tentativa (1994) lleva por nombre Ziggy. En Guía (1997) está representado por Chris y en Period (2000) vuelve a llamarse George.
Debido a sus temáticas transgresivas, la serie ha sido comparada con obras de autores como el Marqués de Sade, Georges Bataille y William Burroughs. También ha generado fuerte controversia, particularmente Cacheo (1991), obra por la que Cooper recibió amenazas de muerte y fue acusado de «homofobia internalizada» y de ser un «virulento anti-gay». No obstante, el ciclo también le ha granjeado el estatus de autor de culto.
Estilísticamente, Cooper deseaba que el ciclo formara un tipo de círculo o lazo en que la última novela reflejara aspectos de la primera y la cuarta novela aspectos de la segunda. También buscaba que las novelas siguieran una especie de descomposición progresiva, en que la primera tuviera rigurosidad de forma, y que poco a poco el resto se descomponiera para volverse más abstractas y episódicas, hasta llegar a «la nada».

## Obras
El ciclo está conformado por las siguientes cinco novelas:
- Closer (1989), traducida el español como Contacto, es la primera obra del ciclo y su trama gira alrededor de George Miles, un joven de gran belleza física pero de actitud en extremo pasiva, que se convierte en el objeto de deseo de los muchachos a su alrededor y que deja que todos hagan con él lo que deseen. Entre sus amantes están figuras como John, un artista punk que busca deformar a través de sus pinturas, Alex, quien graba los encuentros sexuales de George con un hombre mayor, o Tom, quien un día anestesia a George para realizarle actos sadísticos.[10][11][12]

- Frisk (1991), traducida al españo como Cacheo, sigue a un muchacho de 13 años llamado Dennis que un día ve una serie de fotografías de un hombre mutilado que lo afectan profundamente y que más tarde empiezan a fascinarlo.[13] Tiempo después, Dennis inicia una relación romántica con un joven llamado Julian y nace en él una obsesión macabra con la idea de asesinar a un hombre luego de tener sexo con él. Dennis posteriormente se muda a los Países Bajos, desde donde le envía una carta a Julian donde le recuenta una serie de asesinatos brutales a hombres que supuestamente ha cometido, por lo que Julian decide ir a verlo junto con su hermano Kevin para descubrir la verdad.[14][15]

- Try (1994), traducida al español como Tentantiva, está protagonizada por un adolescente llamado Ziggy que es abusado sexualmente de forma constante por sus padres gais adoptivos y que tiene un tío llamado Ken que produce pornografía infantil. Como forma de escape, Ziggy escucha música de Hüsker Dü y habla con su amigo Calhoun, un muchacho escritor adicto a la heroína de quien Ziggy está profundamente enamorado. Otro arco narrativo gira alrededor de Ken y los actos espantosos que comete cuando un muchacho del que abusaba sufre una sobredosis.[12][16]

- Guide (1997), traducida al español como Guía, narra la historia de un novelista llamado Dennis que, mientras escribía un artículo sobre el sida, entra al mundo de un grupo de adolescentes gais consumidores de drogas que se prostituyen. Entre ellos se encuentra Chris, un muchacho obsesionado con su propia muerte, o Goof, un niño que sufre una sobredosis durante la grabación de una película pornográfica. Posteriormente, Dennis se obsesiona con un prostituto conocido como Sniffles al que le gusta ser abusado, todo mientras fantasea con la idea de destripar personas.[17][12]

- Period (2000), es la última novela del ciclo y la más abstracta.[12] La trama aborda una serie de asesinatos cometidos por una banda gótica satánica conocida como Omen. Dos muchachos, Nate y Leon, son fanáticos de Omen, por lo que deciden matar en un ritual sexual satánico a un muchacho llamado Dagger. Otro de los personajes es Walker Crane, un escritor que, como forma de intentar revivir a su novio muerto llamado George, publica una novela llamada Period, libro con el que se obsesionan los miembros de Omen y que se populariza entre sus seguidores.[18][19]

### Otras obras relacionadas
Además de las cinco novelas, otras obras de Cooper guardan relación con el ciclo. La novela Chaperos (2004) fue empezada por Cooper en 1993 con la idea de mostrar de forma explícita el contenido pornográfico y extremo de Cacheo (1991). Esta obra estaba pensada originalmente como el cuarto libro del ciclo, aunque luego Cooper cambió de opinión y dejó el manuscrito de lado. En los años siguientes, Cooper continuó escribiendo la obra de forma esporádica, pero la mayoría del manuscrito fue posteriormente reescrito cuando decidió establecer la narración en internet.
En 2021, Cooper publicó la novela I Wished, en la que volvió a abordar a la figura de George Miles. De acuerdo al autor, esta novela no es parte del ciclo, sino que es un intento de escribir la historia real de su relación con Miles y mostrar sus emociones y sentimientos hacia él. De este modo, Cooper señaló que I Wished puede verse como un «documental detrás de cámaras» sobre la figura real que inspiró a los personajes de la serie.
Otra obra con similitudes temáticas con el ciclo es la novela Un cabo suelto (2002), en la que Cooper explora el tema de los tiroteos escolares.

## Inspiración

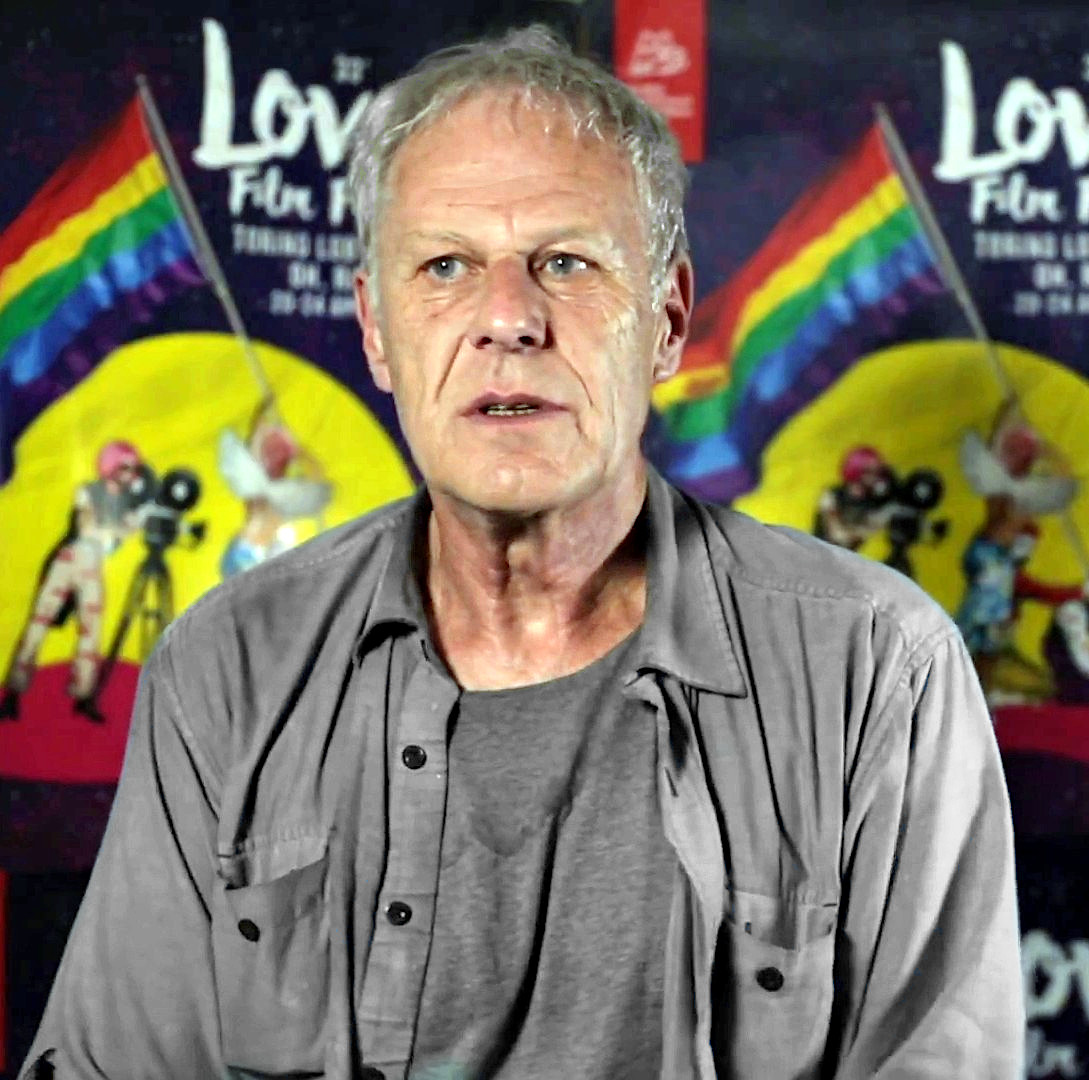
Dennis Cooper en 2018.

La serie está inspirada en un amor juvenil de Cooper llamado George Miles. Cooper tenía 15 años cuando conoció en Los Ángeles a Miles, quien era el hermano menor de uno de sus amigos y que tenía 12 años en ese entonces. Ambos se volvieron rápidamente amigos a pesar de los problemas psicológicos de George, quien sufría de un trastorno bipolar agudo. George se convirtió en una especie de musa para Cooper, quien comenzó a escribirle poemas. Años después, cuando Cooper tenía 30 años y Miles 27, ambos iniciaron una relación amorosa. Sin embargo, la misma sufrió de constantes problemas debido a que la familia de Miles era conservadora y por los propios episodios psicológicos causados por su diagnóstico bipolar.
Cuando Cooper se mudó a Ámsterdam en 1985, perdió contacto con George, quien no respondió a ninguna de las cartas que le envió. En 1987, George se suicidó, pero Cooper no se enteró de este hecho hasta 1997, poco antes de escribir Period (2000), última novela del ciclo, por lo que George ya estaba muerto sin que Cooper lo supiera durante el tiempo en que publicó las cuatro primeras novelas, que según explicó el autor, habían sido escritas como una forma de mostrarle a Miles su potencial y tal vez inspirarlo.
En una entrevista realizada décadas después de que terminara de publicar el ciclo, Cooper indicó que George Miles había sido la persona más importante que había conocido en su vida y quien lo moldeó como escritor. Cooper afirmó que aunque no podía explicar del todo la razón detrás del efecto que Miles había provocado en él, siempre le había producido una sensación de compasión y fascinación, además de una gran preocupación y el deseo de cuidar de él. Esto último había iniciado en el propio momento en que Cooper lo conoció, cuando Miles era estudiante de sexto grado y estaba sufriendo un ataque de ansiedad luego de consumir LSD, por lo que Cooper comenzó a conversar con él hasta que Miles se recuperó.
Sobre la sexualidad y la violencia extrema presente en las obras, Cooper afirmó que su fascinación hacia ellas había nacido de dos eventos que le sucedieron durante su infancia. El primero de ellos ocurrió cuando tenía 11 años y un amigo por quien se sentía atraído lo golpeó accidentalmente con un hacha en la cabeza y lo abandonó mientras se desangraba. El segundo tuvo lugar cuando tenía 13 años y se enteró de que tres muchachos de su edad habían sido violados y asesinados en unas montañas cerca de su casa donde él había hecho senderismo y acampado en varias ocasiones.

## Escritura
Cooper tuvo la idea original de escribir el ciclo cuando era adolescente. En ese entonces, lo planeaba como una obra que abordara como temas la desorientación y el sexo y su relación con la crueldad. Posteriormente, decidió utilizar a George Miles como la figura central de las obras que mutara a través de ellas, idea que le comentó al Miles real y con la que este estuvo de acuerdo. A partir de allí, Cooper pasó años planeando la estructura.
En 1985, Cooper se encontraba viviendo en Ámsterdam y enfermó de sarampión, lo que lo hizo creer que se había contagiado de VIH y había desarrollado sida, dado que muchos de sus conocidos estaban muriendo a causa de la enfermedad en ese entonces, y que por lo tanto iba a morir. Este pensamiento hizo que durante su convalecencia empezara a escribir Contacto, la primera novela del ciclo. Tanto esta novela como el resto de la serie, fueron escritas por Cooper a mano en cuadernos, los mismos que luego fueron enviados a la Biblioteca Fales de la Universidad de Nueva York.
Sobre la razón detrás de la escritura del ciclo, Cooper ha afirmado que lo hizo como forma de procesar su amor hacia George Miles y de entender su fascinación propia con el sexo y la violencia. También lo ha descrito como un intento de sacarse «el horror que tenía en la cabeza» y como un debate consigo mismo de sobre por qué debería o no cometer los actos sobre los que fantaseaba, dado que al ser anarquista consideraba que la moralidad de sus acciones debía basarse en sus propias conclusiones en lugar de un sistema ético externo.